# Rodéo fantastique
Pour plus de détails, voir Fiche technique et Distribution.
Rodéo fantastique (Run, Appaloosa, Run) est un moyen métrage en prise de vue réelle réalisé par Larry Lansburgh, produit par Walt Disney Productions et sorti en 1966.

## Fiche technique
- Titre français : Rodéo fantastique
- Titre original : Run, Appaloosa, Run
- Réalisation : Larry Lansburgh
- Scénario : Larry Lansburgh, Janet Lansburgh
- Photographie : Larry Lansburgh
- Musique : Richard Shores
- Producteur : Walt Disney
- Société de distribution : Buena Vista Film Distribution
- Société de production : Walt Disney Productions
- Durée : 47 min
- Date de sortie : 
  - États-Unis : 13 juillet 1966
  - Royaume-Uni : 22 juillet 1966
  - France : 19 août 1970

Sauf mention contraire, les informations proviennent des sources concordantes suivantes : Dave Smith et IMDb

## Distribution
- Rex Allen : Narrator
- Walter Cloud : Tribal Chief
- Jerry Gatlin : Gilly Trask
- Adele Palacios : Mary Blackfeather
- Wilbur Plaugher : The Clown

Sauf mention contraire, les informations proviennent des sources suivantes :Dave Smith et IMDb

## Origine et production
Rodéo fantastique est un des rares moyens métrages produits par le studio Disney et édité comme tel. Le moyen métrage est sorti en salle accompagné du film Lieutenant Robinson Crusoé,.
Le film a été diffusé dans l'émission The Wonderful World of Disney (sur NBC) , le 22 octobre 1967 sous son titre original Run, Appaloosa, Run. Il a été édité en vidéo en 1986.